# Карелли, Эмма
Э́мма Каре́лли (итал. Emma Carelli; 1877—1928) — итальянская оперная певица (сопрано). После певческой карьеры, которая длилась почти два десятилетия, с 1912 по 1926 годы руководила театром Костанци в центре Рима.

## Биография
Родилась 12 мая 1877 года в Неаполе в семье музыканта и композитора Бенджамино Карелли.
После занятий с отцом обучалась в неаполитанской Консерватории Сан-Пьетро-а-Майелла. Её певческий дебют состоялся в 1895 году в главной роли в опере «Весталка»во время юбилейных торжеств в городе Альтамура. Затем пела во многих оперных театрах Италии. В 1898 году она вышла замуж за политика, миллионера и позже импресарио — Вальтера Мокки.
Эмма Карелли исполнила несколько мировых премьер, в том числе в опере La Colonia libera композитора Пьетро Флоридиа (1899), в опере Anton композитора Чезаре Галеотти (1900) и в опере «Маски» композитора Пьетро Масканьи («Ла Скала», 1901). В течение нескольких лет пела в Южной Америке в составе гастролирующей труппы, организованной её мужем. В 1903 году исполнила заглавную партию в опере Lorenza композитора Эдоардо Маскерони в премьерной постановке в Буэнос-Айресе.
В 1908 году муж Эммы, владевший компанией Società Teatrale Internazionale, приобрел римский Театр Костанци (ныне Римский оперный театр). Певица прекратила певческую карьеру и с 1912 года начала руководить этим театром. Организовывала его гастроли в Южную Америку. За время руководства театром устроила в нём несколько оперных премьер. В 1926 году Эмма с мужем продали театр римскому городскому совету и отошли от театральной деятельности.
Эмма Карелли погибла 17 августа 1928 года под Римом в автокатастрофе. Вальтер Мокки спустя несколько лет после её смерти женился на бразильской оперной певице Биду Сайан, чьей карьере когда-то поспособствовала Эмма.